# 柴崎雪次郎

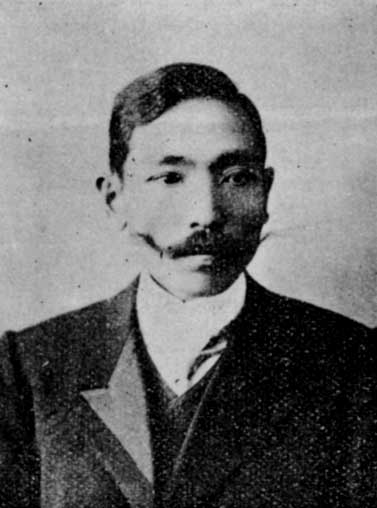
柴崎雪次郎

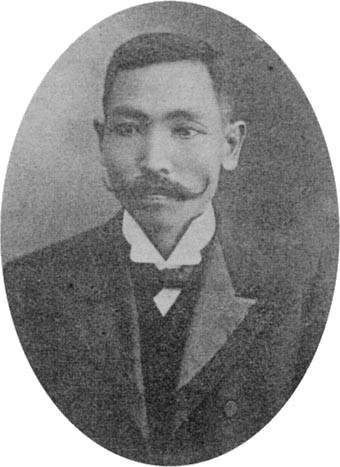
柴崎雪次郎

柴崎 雪次郎（しばさき ゆきじろう、1873年（明治6年）3月13日 - 1929年（昭和4年）8月10日）は、日本の教育者、新潟市長。

## 経歴
埼玉県比企郡東吉見村（現在の吉見町）出身。1894年（明治27年）、東京高等商業学校（現一橋大学）を卒業。高田商会勤務の後、1897年（明治30年）に京都府商業学校教諭となり、新潟市立商業学校教諭、1899年（明治32年）同校長を歴任した。1901年（明治34年）より海上運送学研究のため、イギリス・フランス・ベルギーに留学。1905年（明治38年）に帰国し、神戸高等商業学校（現神戸大学）教授を務めた。1909年（明治42年）、長崎高等商業学校（現長崎大学）校長に転じ、1913年（大正2年）まで務めた。その後、外務省嘱託としてインド・ベトナム・南洋諸島で海運・植民の調査に従事し、さらに実業に携わった。
1922年（大正11年）1月、新潟市長に選出され、1925年（大正14年）5月に病のため退職した。同年6月、如水会理事。